# Жиньяк, Андре-Пьер
Андре́-Пьер Жинья́к (фр. André-Pierre Gignac, французское произношение [ɑ̃dʁe pjɛʁ ʒiɲak]; род. 5 декабря 1985[…], Мартиг) — французский футболист, нападающий мексиканского клуба «Тигрес УАНЛ». Выступал в сборной Франции. Жиньяк приходится двоюродным братом другим футболистам — Жаку Абардонадо и Йоану Молло.

## Карьера
Андре-Пьер Жиньяк родился в семье французского отца и франкоалжирской матери. Он начал свою карьеру в возрасте 5 лет в школе клуба «Фос». Затем он играл в академии «Мартиг» и молодёжном составе клуба «Лорьян», выступавшего в Лиге 2. 13 августа 2004 года Жиньяк дебютировал в основном составе «Лорьяна», выйдя на замену в матче с «Шатору»; через несколько секунд после появления на поле, Жиньяк забил гол в ворота Шатору, принеся победу своей команде.
В следующем сезоне Жиньяк был отдан в аренду в клуб третьего французского дивизиона, «По». За «По» Жиньяк провёл 18 матчей и забил 8 голов. В январе 2006 года Жиньяк вернулся в «Лорьян» и помог клубу выйти в Лигу 1. В высшем французском дивизионе Жиньяк провёл 37 матчей и забил 9 голов, три из которых в матче с «Нантом» Жиньяк забил за 27 первых минут встречи. Эти 9 голов позволили Жиньяку стать лучшим бомбардиром «Лорьяна» в сезоне.

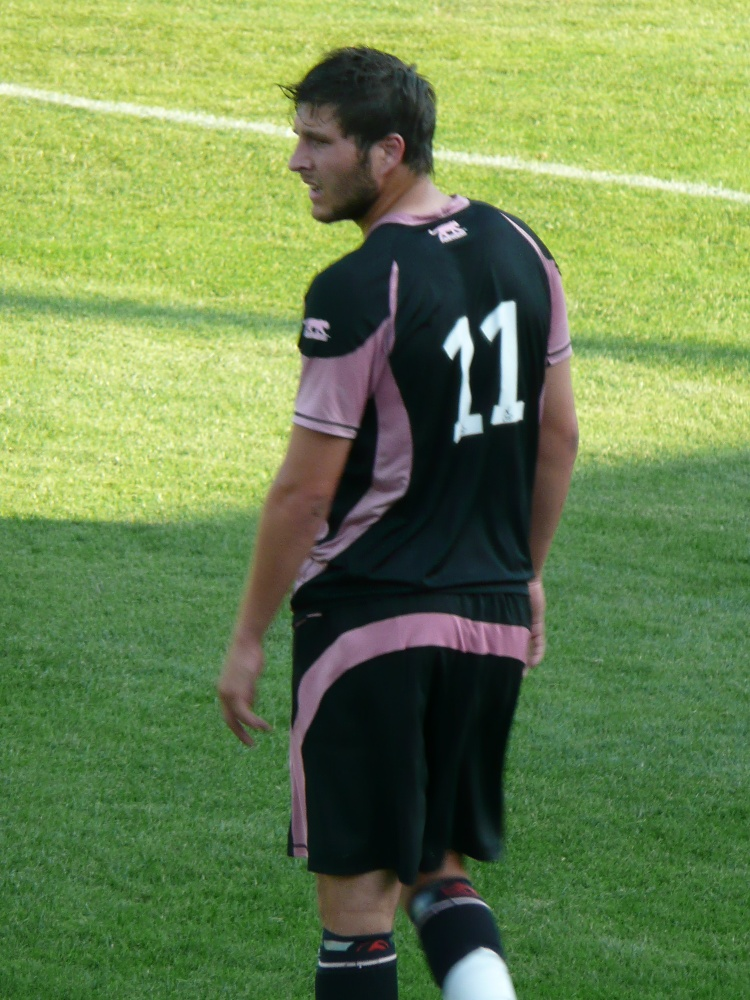
Жиньяк в сезоне 2008/09

25 июня 2007 года Жиньяк подписал 4-летний контракт с клубом «Тулуза», заплативший за трансфер форварда 4,5 млн евро. «Тулуза» смогла выиграть борьбу за Жиньяка у клуба «Лилль», с которым Андре-Пьер даже подписал предварительный контракт, предложив зарплату в два раза выше, чем предлагал «Лилль». После представители Лилля дали несколько интервью, подвергнув сомнению сделку Жиньяка и указав на нетактичность перехода. Но сделка уже состоялась, и изменить её уже никто не мог.
Жиньяк дебютировал в составе «Тулузы» в матче третьего отборочного тура Лиги чемпионов с «Ливерпулем», выйдя на замену на 65-й минуте встречи. Этот матч «Тулуза» проиграла 0:1, а по результатам обеих игр — 0:5. И вообще, весь сезон у клуба не сложился: клуб завершил сезон на 17-м месте, лишь на позицию выше, чем зона вылета. Сам Жиньяк забил всего лишь 2 гола в 28 играх. Многие говорили, что низкая результативность Андре-Пьера связана была с тем, что он занял позицию второго форварда, больше помогая шведскому нападающему Юхану Эльмандеру. Единственной удачей Жиньяка на международной арене стал гол на 96-й минуте в матче Кубка УЕФА в ворота софийского ЦСКА, который позволил клубу пройти болгарскую команду благодаря мячу, забитому на чужом поле.
В 2008 году Жиньяк занял первую роль в нападении клуба из-за перехода Эльмандера в «Болтон Уондерерс». Уже во втором туре чемпионата Жиньяк открыл свой голевой счёт, поразив на 88-й минуте ворота «Гавра» и принеся победу своей команде. В сентябре и марте Жиньяк был награждён званием игрока месяца в чемпионате Франции, а также стал лучшим бомбардиром первенства, забив 24 гола и побив рекорд «Тулузы» по результативности её игрока в сезоне, принадлежащий Яннику Стопуре с 1985 года. Жиньяк был одним из главных претендентов на победу в звании футболиста года в чемпионате, но проиграл его Йоанну Гуркюффу.
В сезоне 2009/10 Жиньяк сменил номер на 10-ку. 14 августа он подписал продление контракта с «Тулузой» до 2013 года. Контракт был подписан, несмотря на интерес к форварду со стороны лондонского «Арсенала», «Манчестер Юнайтед», «Олимпик Лиона», «Ювентуса» и «Милана».
6 февраля 2010 года, в матче чемпионата Франции с «Лионом», Жиньяк получил травму, надрыв мышцы левой ноги, из-за чего некоторое время не смог выступать.
24 августа 2010 года игрок подписал 4-летний контракт с марсельским «Олимпиком» с заработной платой в 60 тыс. фунтов стерлингов в неделю.. Сумма трансфера составила 18 млн евро. 29 августа 2010 года дебютировал за марсельцев в выездном матче против «Бордо», заменив на 75-й минуте Брандао. 2 октября 2010 года открыл счёт своим голам за «Олимпик» в выездном матче против «Сент-Этьена». Всего за сезон футболист провёл 38 матчей и забил 12 голов. Летом ходили слухи о возможной продаже форварда из-за недовольства его результативностью руководством команды, включая возможный переход в «Фулхэм», однако переход туда сорвался и футболист остался в «Марселе», которому пообещал, что будет забивать больше голов.
Осенью 2011 года Жиньяк был отправлен во второй состав «Марселя» из-за конфликта с главным тренером команды, Дидье Дешамом, связанным с тем, что футболист был недоволен количеством времени, которое он проводил на поле. После беседы с главным тренером и президентом «Марселя», Андре-Пьер вернулся в основной состав команды. 3 декабря 2011 года Жиньяк получил травму — надрыв мышцы левого бедра и выбыл из строя на полтора месяца.
18 июня 2015 года Жиньяк в «Твиттере» объявил, что перешёл в клуб «УАНЛ Тигрес», подписав контракт на 4 года. В составе «Тигрес» стал трехкратным победителем Апертуры 2015, 2016 и 2017 годов. Стал финалистом Копы Либертадорес в 2015 году, Лиги Чемпионов КОНКАКАФ в 2016 году и победителем Клаусуры 2019 года. 15 июля 2018 года забив в победном для «Тигрес» матче в Суперкубка чемпионов над Сантос Лагуна со счетом 4:0, Жиньяк обошёл клубную легенду Вальтера Гайтана по голам за клуб и с показателем в 81 забитый мяч стал лучшим бомбардиром в истории команды. В марте 2020 года, гол Жиньяка бисиклетой, был номинирован на Премию ФИФА имени Ференца Пушкаша. 22 декабря 2020 года, забил победный мяч в ворота Лос-Анджелеса в финале Лиги Чемпионов КОНКАКАФ, принеся команде трофей. 7 февраля 2021 года, победный гол Жиньяка в матче с «Палмейрасом» в Клубном чемпионате мира вывел команду в финал, что позволило «Тигрес» впервые в истории достичь финала этого турнира. Однако, в финале, команда из Монтеррея уступила мюнхенской «Баварии» с минимальным счетом 0:1. В феврале, Жиньяк уже со 147 забитыми голами в активе, продлил контракт с «тиграми» до 2024 года.

## Международная карьера
В состав сборной Франции Жиньяк был вызван впервые в 2009 году на матч с Литвой. 1 апреля он впервые вышел в футболке национальной команды, заменив Франка Рибери на 69-й минуте встречи. 12 августа он забил свой первый гол за сборную, поразив ворота Фарер и принеся своей команде победу.
Летом 2015 года, после неожиданного перехода в мексиканский «УАНЛ Тигрес», продолжал вызываться в сборную, вплоть до Евро-2016. В финале чемпионата Европы против команды Португалии Жиньяк вышел на замену вместо Оливье Жиру на 78-й минуте при счёте 0:0 и на 92-й минуте основного времени мог принести французам победу на турнире, но попал в штангу. После турнира решил не возвращаться в Европу, и главный тренер сборной Дидье Дешам перестал вызывать Жиньяка в сборную.

## Достижения
Командные
«Олимпик Марсель»
- Обладатель Кубка французской лиги (2): 2010/11, 2011/12

«УАНЛ Тигрес»
- Чемпион Мексики (4): Апертура 2015, Апертура 2016, Апертура 2017, Клаусура 2019
- Обладатель Суперкубка чемпионов (3): 2016, 2017, 2018
- Победитель Лиги чемпионов КОНКАКАФ: 2020
- Обладатель Кубка чемпионов Америки: 2018
- Серебряный призёр Клубного чемпионата мира: 2020
- Финалист Копа Либертадорес: 2015

Сборная Франции
- Серебряный призёр чемпионата Европы: 2016

Личные
- Лучший бомбардир чемпионата Франции: 2009 (24 гола)
- Лучший бомбардир чемпионата Мексики (3): Клаусура 2016 (13 голов), Апертура 2018 (14 голов), Клаусура 2022 (11 голов)
- Лучший бомбардир Лиги чемпионов КОНКАКАФ: 2020 (6 голов)
- Лучший бомбардир Клубного чемпионата мира: 2020 (3 гола)

## Личная жизнь
Жиньяк, имеющий помимо алжирских, ещё и цыганские корни, женат на цыганке, имеет сына, Андре-Пьера.
Андре-Пьер — двоюродный брат футболиста Йоана Молло.

## Клубная статистика
| Клуб            | Сезон   | Чемпионат | Чемпионат | Кубки | Кубки | Еврокубки и Либертадорес | Еврокубки и Либертадорес | Всего | Всего |
| Клуб            | Сезон   | Матчи     | Голы      | Матчи | Голы  | Матчи                    | Голы                     | Матчи | Голы  |
| --------------- | ------- | --------- | --------- | ----- | ----- | ------------------------ | ------------------------ | ----- | ----- |
| Лорьян          | 2004/05 | 13        | 2         | 0     | 0     | 0                        | 0                        | 13    | 2     |
| Лорьян          | 2005/06 | 1         | 0         | 0     | 0     | 0                        | 0                        | 1     | 0     |
| Лорьян          | 2006/07 | 37        | 9         | 0     | 0     | 0                        | 0                        | 37    | 9     |
| Лорьян          | Всего   | 51        | 11        | 0     | 0     | 0                        | 0                        | 51    | 11    |
| Тулуза          | 2007/08 | 28        | 2         | 0     | 0     | 7                        | 1                        | 35    | 3     |
| Тулуза          | 2008/09 | 38        | 24        | 5     | 2     | 0                        | 0                        | 43    | 26    |
| Тулуза          | 2009/10 | 31        | 8         | 1     | 1     | 5                        | 3                        | 37    | 12    |
| Тулуза          | Всего   | 97        | 34        | 6     | 3     | 12                       | 4                        | 115   | 41    |
| Олимпик Марсель | 2010/11 | 33        | 9         | 3     | 1     | 5                        | 3                        | 41    | 13    |
| Олимпик Марсель | 2011/12 | 21        | 1         | 2     | 1     | 4                        | 0                        | 27    | 2     |
| Олимпик Марсель | 2012/13 | 31        | 13        | 3     | 2     | 6                        | 3                        | 40    | 18    |
| Олимпик Марсель | 2013/14 | 35        | 16        | 4     | 6     | 5                        | 0                        | 44    | 22    |
| Олимпик Марсель | 2014/15 | 38        | 21        | 1     | 2     | 0                        | 0                        | 39    | 23    |
| Олимпик Марсель | Всего   | 158       | 60        | 13    | 12    | 20                       | 6                        | 191   | 78    |
| УАНЛ Тигрес     | 2015/16 | 39        | 28        | 0     | 0     | 11                       | 5                        | 50    | 33    |
| УАНЛ Тигрес     | 2016/17 | 43        | 25        | 0     | 0     | 6                        | 1                        | 49    | 26    |
| УАНЛ Тигрес     | 2017/18 | 40        | 16        | 3     | 2     | 2                        | 2                        | 45    | 20    |
| УАНЛ Тигрес     | 2018/19 | 36        | 23        | 1     | 1     | 3                        | 1                        | 40    | 25    |
| УАНЛ Тигрес     | 2019/20 | 29        | 20        | 1     | 0     | 6                        | 2                        | 36    | 22    |
| УАНЛ Тигрес     | 2020/21 | 21        | 14        | 0     | 0     | 7                        | 9                        | 28    | 23    |
| УАНЛ Тигрес     | Всего   | 208       | 126       | 5     | 3     | 35                       | 20                       | 248   | 149   |
| ВСЕГО           | ВСЕГО   | 514       | 231       | 24    | 18    | 67                       | 30                       | 605   | 279   |